# Лісова перлина
Лісова перлина — загальнозоологічний заказник місцевого значення лісостепового масиву поблизу селища Лозно-Олександрівка Білокуракинського району Луганської області України. Площа заказника становить 3174 га.

## Флора
Лісостепові ландшафти, представлені різнотравно-типчаково-ковиловими степами і байрачними лісами з різноманітною фауною, яка потребує охорони та відновлення. Ліси репрезентовані байрачними дібровами, березовими, кленовими та осиковими гаями. Вони утворюють декілька лісових масивів, приурочених до яружно-балкових систем: Вишневий, Рідкодуб, Лутовий, Дубовий, Лутовенький, Кленовий, Ведмежий, Горілий тощо. На узліссях формуються щільні зарості з терну степового, декількох видів глоду й шипшин. На степових схилах представлені добре збережені степові формації з домінуванням ковил Залеського, Лессінга, вузьколистового різнозілля.

## Фауна
Тваринний світ представлений зайцем-русаком, вивіркою звичайною, куницею лісовою, лисицею звичайною, свинею дикою, сарною європейською. В заказнику багато колоній бабака степового, який має сприятливі умови для подальшого існування і розселення.

## Охорона
Заказник було створено згідно з рішенням Луганської обласної ради народних депутатів № 3/18 від 4 вересня 1998 року. Землі заказника знаходяться у віданні Лозно-Олександрівського лісництва (ділянки 1-8, 10, 12) Білокуракинського лісомисливського господарства.